# Danny McGrain
Danny McGrain (Glasgow, 1950. május 1. –) skót válogatott labdarúgó.

## Pályafutása

### Klubcsapatban
Pályafutása nagy részét egyetlen csapat a Celtic színeiben töltötte. 1970 és 1987 között 439 mérkőzésen lépett pályára és 9 gólt szerzett. Kilencszeres bajnok és hétszeres kupagyőztes. 1987-ben a Hamilton Academical igazolta le, ahol még egy szezont játszott. 

### A válogatottban
1973 és 1982 között 62 alkalommal szerepelt az skót válogatottban. Részt vett az 1974-es és az 1982-es világbajnokságon.

## Sikerei, díjai
Celtic
- Skót bajnok (9): 1970–71, 1971–72, 1972–73, 1973–74, 1976–77, 1978–79, 1980–81, 1981–82, 1985–86
- Skót kupa (7): 1970–71, 1971–72, 1973–74, 1974–75, 1976–77, 1979–80, 1984–85
- Skót ligakupa (2): 1974–75, 1982–83
- Kupagyőztesek Európa-kupája (1): 1971–72